# 菱角湖站
菱角湖站位于中华人民共和国湖北省武汉市江汉区，是武汉地铁3号线的地铁车站，规划阶段名为“天门墩站”。

## 车站结构
该站位于老天门墩路与天门墩路之间，沿长江日报路呈东西向布置。车站全长137.5m，为地下两层岛式车站，共设4个出入口与2组风亭。

### 楼层分布
| 地面     | 地面               | 出入口                               |  |  |
| 地下一层 | 站厅               | 售票机、客服中心、武漢通充值、洗手間 |  |  |
| 地下二层 |                    | █ 3号线 往沌阳大道（范湖）           |  |  |
|          | 岛式站台，左侧开门 |                                      |  |  |
|          |                    | █ 3号线 往宏图大道（香港路）         |  |  |

### 車站出口
|                                                 |      | |
| 出口編號                                        | 設施 | 建議前往的目的地                                                                                       |
| A                                               |      | 長江日報路 北湖路、北湖小學、金星花苑、天下晶立方                                                      |
| B                                               |      | 長江日報路 臺北路、武漢市天門墩中學、北鑫花苑、長航小區、德望社區                                      |
| C                                               |      | 長江日報路 臺北路、香江路、長江日報報業集團、天門墩社區                                                |
| D                                               |      | 長江日報路 天門墩路、天門墩一路、菱角湖路、湖北省中西醫結合醫院、中國銀行、八一二小區、沿海·菱角湖壹號 |
| 注： 設有升降機 \| 設有輪椅升降台 \| 設有洗手間 |      | |

## 邻近地区
长江日报、武汉市物流信息发展中心、武汉市计划生育科技所、武汉市环境保护科学研院、光明大酒店、光明老街坊酒店、菱角湖壹号、新华医院。

### 内部链接
- 武汉地铁车站列表